# 吳秉權
吳秉權（1971年—），韓國公務人員，曾任京畿道行政一部副知事、代理京畿道知事。

## 簡歷
吳秉權在1971年生於京畿道富川郡，畢業於富川初中、富川高中，其後進入首爾大學外交及法學系就讀，畢業後通過第36屆行政考試成為公職人員。其後，他曾擔任京畿道企劃調整室長、經濟室長、行政安全部地方財政政策官、政策企劃官等官職。2014年及2017年，吳秉權兩度擔任富川市第26及29任副市長，期間參與廢除該市的普通區制（3個區廳），在構建市、洞兩級的「居民貼近型」行政區劃制行政方面發揮作用。
2021年10月，他就任為京畿道行政一部副知事。同月26日，他因時任京畿道知事李在明辭職參選總統，就任為代理京畿道知事。他表示，在任期間將會以確保2019冠狀病毒病確診患者和防疫管理為重，並建立「以現場為中心」的行政系統。
就任後，他秉持「以現場為中心」的施政理念，在2021年11月初發生環保汽車尿素不足事態後，領導京畿道31個市、郡的副市長及副郡守，制定應對方案確保公共交通工具、消防車與救護車能獲得足夠的尿素運行。其後，他亦制定防疫政策以阻止高致病性禽流感和非洲豬瘟傳播、工地安全檢查、地方應對新型冠狀病毒醫療體系等。經濟方面，吳秉權延續李在明推行京畿地域貨幣的計劃，以及推出中小企支援金，意圖為因COVID-19疫情持續而萎縮的地區經濟注入活力。
吳秉權的代理京畿道知事任期持續至第八屆地方選舉完結後，於2022年7月1日新任京畿道知事就任為止。
2024年6月，吳秉權結束在京畿道廳的工作，返回行政安全部任自然災害室長，負責國民安全業務。

## 學歷
- 富川高等學校（朝鲜语：부천고등학교）高中畢業
- 首爾大學外交及法學學士
- 首爾大學法學碩士
- 首爾大學法學博士